# Маклауд (река)
Маклауд (англ. McLeod River) — река в западно-центральной части канадской провинции Альберта. Берёт начало у подножия Канадских Скалистых гор. Приток реки Атабаска.

## Описание

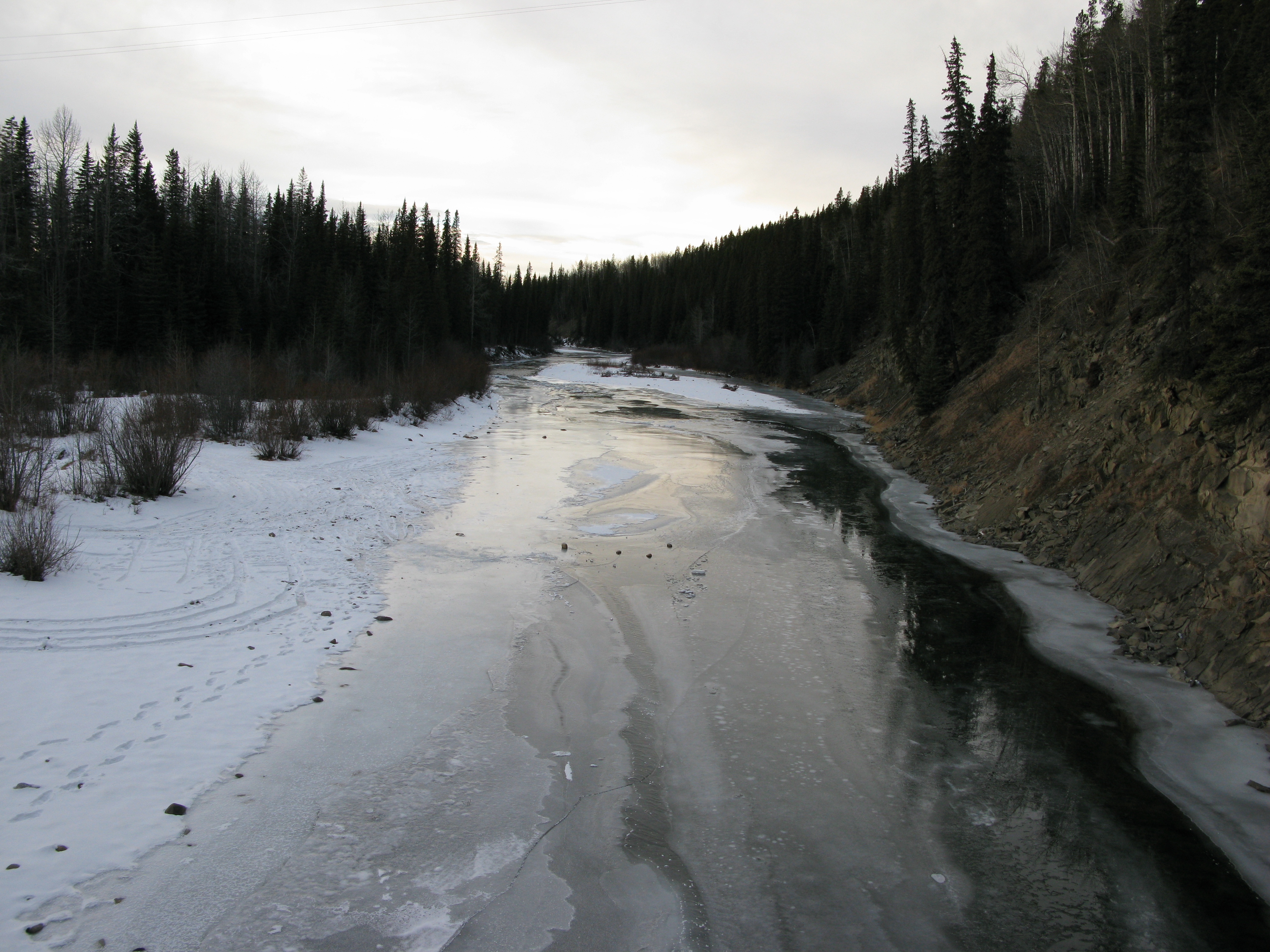
Маклауд к югу от Хинтона

Река Маклауд начинается недалеко от восточной границы национального парка Джаспер, в месте слияния ручьев Торнтон и Чевиот, которые питаются талой водой на западных склонах гор Триполи и Чевиот. Затем Маклауд следует вдоль Грейв-Флэтс-роуд, где в неё впадают реки Проспект, Уайтхорс и Кадомин, после чего впадает в озеро Лак-де-Рош, к югу от города Кадомин. Затем извилистое русло реки петляет через предгорья, в неё впадают четыре основных притока: реки Грегг, Эрит, Эмбаррэс и Эдсон. Впадает в реку Атабаска недалеко от города Уайткорт (Альберта).

## История
В 1950—1960-х годах провинциальное правительство Альберты провело ряд исследований по отводу воды из водораздела Атабаска-Маккензи в реки Норт- и Саут-Саскачеван. В 1970 году провинциальный департамент сельского хозяйства выпустил предварительный технический отчёт о плотине Маклауд-Вэлли. Плотина на Маклауд должна была быть расположена в 32 км к северо-востоку от Эдсона, недалеко от деревушки Пирс. Отведённая вода должна была быть направлена по каналу к озеру Чип. Однако в 1970-х годах сооружение плотины Маклауд-Вэлли, а также более крупная схема отвода из Атабаски в Саскачеван были отложены из-за роста затрат на строительство и потенциальных экологических проблем.